# Барселонета (Порторико)
Барселонета (шп. Barceloneta) је општина у америчкој острвској територији Порторико, острвској држави Кариба.

## Демографија
По попису из 2010. године број становника је 24.816, што је 2.494 (11,2%) становника више него 2000. године.
| Група             | 2000.          | 2010.          |
| Белци             | 100 (0,4%)     | 119 (0,5%)     |
| Афроамериканци    | 1.271 (5,7%)   | 1.896 (7,6%)   |
| Азијати           | 22 (0,1%)      | 31 (0,1%)      |
| Хиспаноамериканци | 22.193 (99,4%) | 24.659 (99,4%) |
| Укупно            | 22.322         | 24.816         |